# Gouden Spoel
De Gouden Spoel was een jaarlijkse/tweejaarlijkse prijs die aan een jonge veelbelovende modeontwerper werd uitgereikt.

## Geschiedenis
De wedstrijd werd in 1982 in het leven geroepen als een onderdeel van de campagne "Mode, dit is Belgisch". Een internationale jury van industriëlen, ontwerpers, journalisten en modespecialisten koos uit 15 kandidaten. Hun ontwerpen werden door de Belgische textielindustrie met steun van de overheid gemaakt om op een finaal defilé gekozen te worden.

## Winnaars
- 1982: Ann Demeulemeester
- 1983: Dirk Van Saene[2]
- 1985: Dirk Bikkembergs[3]
- 1987: Pieter Coene
- 1989: Véronique Leroy
- onbekend: Christophe Charon